# Chiesa di Santo Stefano degli Ungheresi
La chiesa di Santo Stefano degli Ungheresi (detta anche San Stefanino, Santo Stefano degli Unni e Santo Stefano Minore in Vaticano) era una chiesa di Roma posta in adiacenza all'antica basilica costantiniana di San Pietro. Fu demolita nel 1776 per far posto alla nuova sagrestia della basilica. Era la chiesa nazionale dell'Ungheria.

## Storia
La chiesa fu fondata da Carlo Magno nel IX secolo. Nel 1000 Silvestro II concesse la chiesa al re d'Ungheria Stefano I, che fu incoronaro dal Papa in quello stesso anno.
Stefano I restaurò e ampliò il vecchio edificio e istituì una sala capitolare per dodici canonici e un ostello di pellegrinaggio per i viandanti ungheresi (predecessore dell'attuale Casa di Santo Stefano). Le "istituzioni ungheresi", come venivano chiamate, svolgevano un ruolo importante nel mantenimento di intense relazioni diplomatiche tra l'Ungheria medievale e la Santa Sede. Erano anche un luogo di apprendimento per chierici e intellettuali ungheresi che vivevano a Roma.
Le "istituzioni ungheresi" erano sostenute dalle rendite dei latifondi nei dintorni di Roma. Questi possedimenti rimasero in possesso del Regno d'Ungheria per centinaia di anni. L'ultimo, sito a Celsano, è stato perduto solo dopo la seconda guerra mondiale.
Stefano I fu canonizzato nel 1083 e la chiesa gli fu dedicata con il nome di "Santo Stefano dei Ungheresi". Fu restaurato da Sigismondo di Lussemburgo nel XV secolo. Successivamente fu affidata ai Padri paolini, unico ordine monastico fondato da ungheresi.
Nel XVI secolo la vicina Basilica di San Pietro fu ricostruita in stile rinascimentale e fu notevolmente ampliata. La sala capitolare ungherese e le fattorie furono abbattute per far posto alla nuova basilica.
Nel 1778 Pio VI costruì una nuova sacrestia per la Basilica di San Pietro ed espropriò la chiesa di Santo Stefano. Il Papa diede 7500 scudi per il collegio Germanico-Ungarico a titolo di risarcimento della perdita. Gli ungheresi persero la loro chiesa nazionale a Roma, ma questo ruolo fu assunto ufficiosamente dalla Basilica di Santo Stefano Rotondo al Celio, dove Pio VI costruì una nuova cappella per Santo Stefano. Sette delle colonne romane originarie della chiesa si trovano nella nuova sacrestia della Basilica di San Pietro.

## Descrizione
La chiesa era un edificio basilicale a tre navate. Le otto colonne di granito che sorreggevano il tetto erano colonne romane reimpiegate.
Intorno alla sala capitolare e all'ostello del pellegrino c'erano edifici agricoli come granai, magazzini e mulini. L'intero complesso era circondato da un muro.